# Санту-Антониу-да-Платина
Санту-Антониу-да-Платина (порт. Santo Antônio da Platina) — муниципалитет в Бразилии, входит в штат Парана. Составная часть мезорегиона Север Пиунейру-Паранаэнси. Входит в экономико-статистический микрорегион Жакарезинью. Население составляет 40 851 человек на 2006 год. Занимает площадь 721,625 км². Плотность населения — 56,6 чел./км².
Праздник города — 20 августа.

## История
Город основан в 1914 году.

## Статистика
- Валовой внутренний продукт на 2003 год составляет 183 614 059,00 реалов (данные: Бразильский институт географии и статистики).
- Валовой внутренний продукт на душу населения на 2003 год составляет 4540,97 реалов (данные: Бразильский институт географии и статистики).
- Индекс развития человеческого потенциала на 2000 год составляет 0,745 (данные: Программа развития ООН).